# Hellen Chepngeno
Pour les articles homonymes, voir Chepngeno.
Hellen Chepngeno (née le 2 août 1967) est une athlète kényane spécialiste du cross-country. 

## Palmarès
| Date | Compétition                            | Lieu     | Résultat | Épreuve           | Temps         |
| ---- | -------------------------------------- | -------- | -------- | ----------------- | ------------- |
| 1991 | Championnats du monde de cross-country | Anvers   | 1re      | Cross par équipes | 36 pts        |
| 1992 | Championnats du monde de cross-country | Boston   | 1re      | Cross par équipes | 47 pts        |
| 1993 | Championnats d'Afrique                 | Durban   | 3e       | 3 000 m           | 9 min 14 s 49 |
| 1994 | Championnats du monde de cross-country | Budapest | 1re      | Cross individuel  | 20 min 45 s   |
| 1994 | Championnats du monde de cross-country | Budapest | 3e       | Cross par équipes | 75 pts        |
| 1995 | Championnats du monde de cross-country | Durham   | 1re      | Cross par équipes | 269 pts       |